# 诺森
诺森（德語：Nossen，發音：[ˈnɔsn̩] ⓘ，發音：[ˈnɔsɨn]）是德国萨克森州迈森县的城市，面积122.74平方千米，2023年12月31日人口为10,377人。